# 오니시 료타로
오니시 료타로(일본어: 大西 遼太郎, 1997년 11월 24일~)는 일본의 축구 선수이다.

## 구단 경력
그는 2020년 J3리그의 FC 기후에 입단했다. 2022년까지 51경기에 출전하여, 3득점을 넣었다. 2023년 J2리그의 로아소 구마모토로 이적했다.